# Велико херцогство Берг
Великото херцогство Берг (на немски: Großherzogtum Berg, също Großherzogtum Kleve und Berg; на френски: Grand-Duché de Berg) е от 1806 до 1813 г. наполеонска сателитна държава, образувана главно от Херцогство Берг и други територии. Като член на Рейнския съюз страната излиза на 1 август 1806 г. от Свещената Римска империя. Столица е Дюселдорф.

## История
През 1805 г. страната се намира между територията на Френската империя на Рейн и Кралство Вестфалия. Управлявана е първо от Жоашен Мюра и след това от самия Наполеон I.
На 3 март 1809 г. Наполеон издига своя племенник Наполеон Луи Бонапарт за велик херцог на Берг. Той е син на Луи Бонапарт (крал на Холандия от 5 юни 1806 г.) и брат на по-късния Наполеон III. Понеже Наполеон Луи е още непълнолетен, Наполеон I е негов регент.

## Велики херцози
- Жоашен Мюра (1806 – 1808)
- Наполеон Бонапарт (1808 – 1809)
- Наполеон Луи Бонапарт (1809 – 1813)
  - Регент: Наполеон Бонапарт

През 1811 г. Великото херцогство Берг има площ от 17 300 km² и 880 000 жители. След края на наполеонското владение през 1813 г. попада в Кралство Прусия.